# Holland Park (metropolitana di Londra)
Holland Park è una stazione della linea Central della metropolitana di Londra.

## Storia

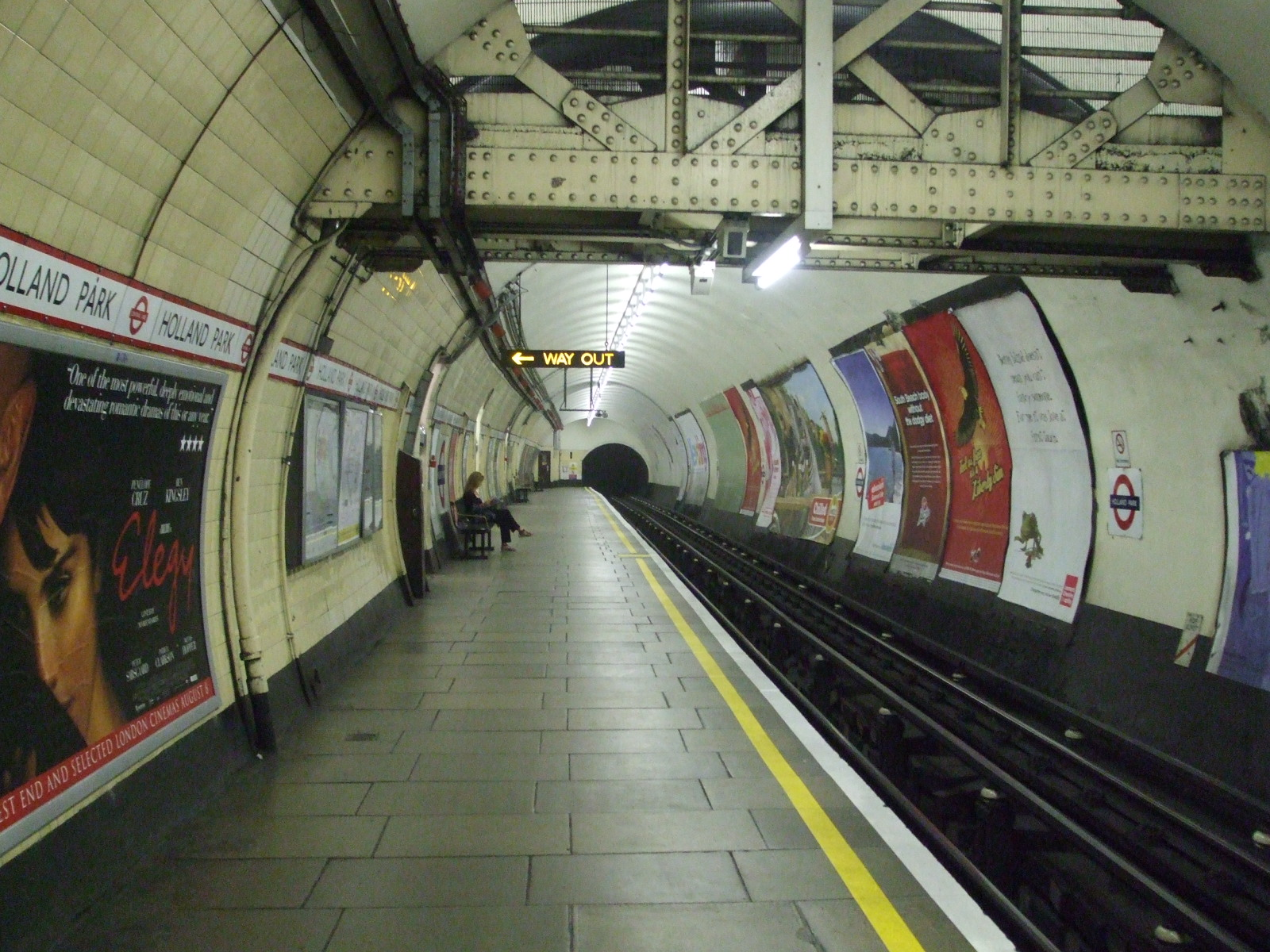
Piattaforma della stazione in direzione est.

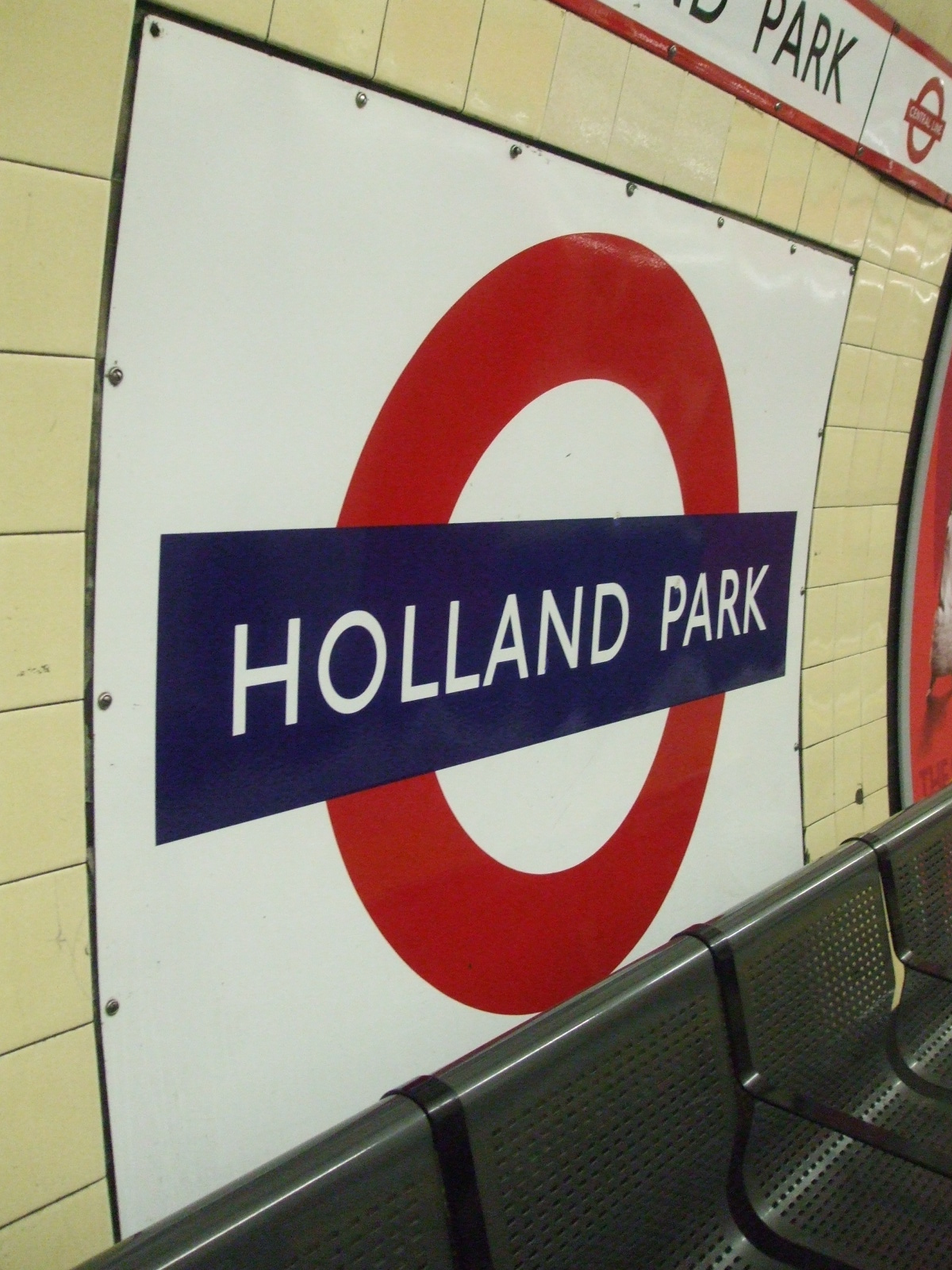
Roundel alla stazione di Holland Park.

L'edificio originale della stazione era un esemplare tipico di quelli progettati dall'architetto Harry Bell Measures per le stazioni della Central London Railway (CLR), oggi la linea Central, che aprirono il 30 luglio 1900. La stazione fu progettata con un tetto piatto per consentire l'aggiunta di eventuali locali a scopo commerciale, come alla stazione di Queensway, ma finora ciò non è avvenuto. L'edificio è stato ristrutturato negli anni novanta.
La stazione prende il nome da Holland Park, un parco situato nella zona ovest di Londra, sebbene il nome si riferisca anche all'area residenziale situata a nord del parco.
La stazione è stata chiusa per ristrutturazione e per la sostituzione degli ascensori il 2 gennaio 2016 e ha riaperto il 31 luglio dello stesso anno. Holland Park è stata l'ultima stazione della linea Central a mantenere la segnaletica originale degli anni cinquanta fino alla ristrutturazione.

### Incidenti
Il 28 luglio 1958 un passeggero rimase ucciso quando un incendio dovuto a un corto circuito si sviluppò su un treno che viaggiava tra le stazioni di Shepherd's Bush e Holland Park.
Nell'agosto 2013 un treno in partenza dalla stazione si riempì di fumo a causa del malfunzionamento dei freni. Ci furono scene di panico tra i passeggeri durante l'evacuazione di emergenza.

## Strutture e impianti
Holland Park è una stazione sotterranea con due binari in due canne collegate con una banchina a isola.
La stazione rientra nella Travelcard Zone 2.

## Interscambi
Nelle vicinanze della stazione effettuano fermata alcune linee urbane automobilistiche, gestite da London Buses.
- Fermata autobus[5]